# کاینو لمپینن
کاینو لمپینن (فنلاندی: Kaino Lempinen; ۸ فوریهٔ ۱۹۲۱ – ۱۳ سپتامبر ۲۰۰۳) ژیمناست هنری اهل فنلاند بود.